# (10313) Vanessa-Mae
(10313) Vanessa-Mae ist ein im inneren Hauptgürtel gelegener Asteroid. Er wurde am 26. August 1990 von der ukrainischen Astronomin Ljudmyla Schurawlowa am Krim-Observatorium in Nautschnyj (IAU-Code 095) entdeckt. Eine Sichtung des Asteroiden hatte es am Krim-Observatorium schon vorher gegeben: am 2. September 1973 unter der vorläufigen Bezeichnung 1973 RH.
Der mittlere Durchmesser des Asteroiden wurde grob mit 2,639 (±0,421) Kilometer berechnet. Die Albedo von 0,440 (±0,140) weist auf eine helle Oberfläche hin. Nach der SMASS-Klassifikation (Small Main-Belt Asteroid Spectroscopic Survey) wurde bei einer spektroskopischen Untersuchung von Gianluca Masi, Sergio Foglia und Richard P. Binzel bei einer Unterteilung aller untersuchten Asteroiden in C-, S- und V-Typen (10313) Vanessa-Mae den S-Asteroiden zugeordnet.
Mittlere Sonnenentfernung (große Halbachse), Exzentrizität und Neigung der Bahnebene von (10313) Vanessa-Mae ähneln grob den Bahndaten der Mitglieder der Flora-Familie, einer großen Gruppe von Asteroiden, die nach (8) Flora benannt ist. Asteroiden der Flora-Familie bewegen sich in einer Bahnresonanz von 4:9 mit dem Planeten Mars um die Sonne. Die Gruppe wird auch Ariadne-Familie genannt nach dem Asteroiden (43) Ariadne.
Die Rotationsperiode von (10313) Vanessa-Mae wurde 2009 und 2019 von Brian D. Warner und 2011 von David Higgins untersucht. Die Lichtkurven reichten jedoch nicht zu einer Bestimmung aus.
(10313) Vanessa-Mae wurde am 18. März 2003 nach der Geigerin Vanessa-Mae (* 1978) benannt. Die Venuskrater Vanessa und Mae hingegen waren 1997 nach den entsprechenden griechischen Vornamen benannt worden.